# Настільна гра на дедукцію
Настільні ігри на дедукцію — жанр настільних ігор, у яких гравці повинні використовувати дедуктивне мислення та логіку для перемоги в грі. Хоча багато ігор, таких як бридж або покер, вимагають певного рівня дедуктивного мислення, настільні ігри на дедукцію мають дедукцію як центральний механізм.
Настільні ігри на дедукцію зазвичай поділяються на дві основні категорії: абстрактні та ігри з розслідуванням.

## Абстрактні ігри
Абстрактні ігри на дедукцію не мають певної теми й зосереджені на чистому абстрактному мисленні. Попри абстрактність, деякі з них вводять випадкові елементи. Наприклад, у грі Code 777 карти питань, що використовуються для збору інформації, витягуються випадковим чином. Відомі представники цієї категорії — Black Box та Master Mind.

## Ігри з розслідуванням
Ігри з розслідуванням — це настільні ігри, у яких гравці зазвичай грають ролі поліцейських, детективів або інших слідчих.
Найвідоміша гра цього типу — Cluedo. Багато ігор у цій категорії використовують механіку, відому як «Відсутня карта», яку розробив Ентоні Е. Пратт для Cluedo. «Відсутня карта» використовує відомий набір карт (або інших жетонів) і вилучає одну або більше з них. Збираючи інформацію та використовуючи дедукцію і логіку, гравці можуть визначити, які карти були вилучені, щоб перемогти в грі.
Інші механіки, які використовуються в іграх з розслідуванням, включають механіку «один проти всіх», як у Scotland Yard, The Fury of Dracula та подібних іграх. У цих іграх один гравець намагається залишитися прихованим, а інші намагаються знайти його місцезнаходження.
Існують також ігри, такі як Lie Detector, випущена компанією Mattel у 1960 році, що використовують унікальні механіки. У цій грі використовувалися перфоровані картки та пластикова машина-детектор брехні, яку гравці могли використовувати для визначення, чи є твердження правдивими чи хибними. Попри популярність, ця гра не породила імітаторів, подібних до Cluedo чи Scotland Yard.